# Y, Somme

Y este o comună în departamentul Somme, Franța. În 1 ianuarie 2022 avea o populație de 88 de locuitori.